# Ђирађело (Палермо)
Ђирађело је насеље у Италији у округу Палермо, региону Сицилија.
Према процени из 2011. у насељу је живело 16 становника. Насеље се налази на надморској висини од 901 м.